# Alexander Johnson
Alexander Canterell Johnson (Albany, 8 febbraio 1983) è un ex cestista statunitense.

## Carriera
È stato selezionato dagli Indiana Pacers al secondo giro del Draft NBA 2006 (45ª scelta assoluta).